# Триноміальна номенклатура в ботаніці
У ботанічній номенклатурі, ICBN надає триноміальну (тричленну) назву будь-якому таксону нижче розряду видів. Існують наступні розряди (таксономічні категорії) нижче видів, дозволені ICBN:
- subspecies (підвид) — рекомендоване скорочення: subsp., але також використовується ssp.
- varietas (різновид, варитет) — рекомендоване скорочення: var.
- subvarietas (підрізновид, підваритет) — рекомендоване скорочення: subvar.
- forma (форма) — рекомендоване скорочення: f.
- subforma (підформа) — рекомендоване скорочення: subf.

Ці таксономічні категорії називаються інфравидовими. Назва такого таксона складається з трьох частин: назви роду, назви виду та назви інфравидового таксона.
Термін, що визначає інфравидову таксономічну категорію, потрібно розміщати перед назвою інфравидового таксона. Звичайно вся триноміальна назва виділяється курсивом при друкові. Наприклад:
- Acanthocalycium klimpelianum var. macranthum
- Astrophytum myriostigma subvar. glabrum Backeb.

Ім'я автора таксона може (але це не необхідно) вказуватися після назви інфравидового таксона (крім випадку аутоніму). Крім того, також може бути вказана публікація, де таксон був вперше описаний. Повна цитата може включати деталі цієї публікації. Наприклад:
- Adenia aculeata subsp. inermis de Wilde: Тут de Wilde — автор, який запровадив цю назву. Авторство виду тут не вказане.
- Pinus nigra var. pallasiana (Lambert) Asch. & Graebn.

Тут, Ламберт (Lambert) запропонував назву виду (Pinus pallasiana), згодом таксон було зменшено до розряду різновидності Pinus nigra subsp. nigra
- Pinus nigra J.F.Arnold subsp. salzmannii (Dunal) Franco: Тут, J.F.Arnold надав Європейській чорній сосні її наукову назву, Pinus nigra; Dunal — той, хто першим використав епітет salzmannii для цього таксона; Franco — той, хто скоротив таксон до підвиду Pinus nigra.

Іноді список включатиме більш ніж три частини, але це не ботанічна назва, а класифікація. Зоологічний еквівалент триноміальної назви — триномен.